# Brinkburn
Brinkburn – wieś w Anglii, w hrabstwie Northumberland. Leży 37 km na północ od miasta Newcastle upon Tyne i 434 km na północ od Londynu. W 2001 miejscowość liczyła 200 mieszkańców.